# Global Warming
Global Warming é o sétimo álbum de estúdio do cantor de rap americano Pitbull. O álbum foi lançado em 19 de novembro de 2012. Um teaser para acompanhar o lançamento do Global Warning foi divulgado no perfil oficial do cantor no Facebook, e também no canal do YouTube, em 17 de setembro de 2012. Global Warming é também o seguimento do álbum anterior Planet Pit (2011), que vendeu mais de 1.4 milhões de cópias e 18 milhões de singles vendidos.

## Antecedentes
Em 7 de outubro de 2011, a gravadora RCA Records anunciou que estava dissolvendo a gravadora J Records, juntamente com a Arista Records e Jive Records. Com o encerreamento, Pitbull, e todos os outros artistas assinados anteriormente a estas três marcas, em vez disso, liberaram o futuro material na gravadora RCA Records. Em abril de 2012, foi anunciado que o seu sétimo álbum de estúdio seria intitulado Global Warning. Pitbull anunciou em maio de 2012, via Facebook, que o álbum seria lançado em 19 de novembro de 2012. Também foi anunciado que o primeiro single do álbum será anexado à trilha-sonora do filme Men in Black III (2012), intitulada "Back in Time", que amostras da canção "Love Is Strange", de Mickey & Sylvia, foi lançado em 26 de março de 2012, mundialmente. O segundo single, "Get It Started", obteve a participação nos vocais da cantora Shakira, sendo lançado em junho de 2012. A turnê promoveu o álbum nos Estados Unidos, começando em agosto de 2012, incluindo o concerto em Ulan Bator, na Mongólia, em 8 de setembro.
O álbum tem uma curiosidade, que foi a participação do brasileiro "MC Teteu" na faixa "tchu tchu tcha" ele trouxe elementos do funk carioca para o feat com Enrique Iglesias. Adam Messinger foi o compositor/produtor que mais contribuiu com obras para este álbum.
Em 2012, Pitbull foi envolvido em uma campanha publicitária com o Walmart, na qual a loja Walmart recebesse o máximo da opção "curtir" do Facebook, de 18 de junho a 15 de julho de 2012, tendo a visita do cantor e realização de um concerto na loja. Uma campanha orquestrada iniciado pelo repórter David Thorpe, da The Boston Phoenix e o escritor Jon Hendren, da Something Awful, exortou as pessoas a votar em um local remoto em Kodiak, no Alasca. Em um e-mail para a "Associated Press Walmart", confirmou que Kodiak ganhou. Pitbull visitou a cidade de Kodiak em 30 de julho, onde recebeu a chave da cidade do prefeito Branson, e depois fazendo uma aparição diante de centenas de pessoas na base da Guarda Costeira, incluindo o orquestrador original da campanha para quem ele tinha estendido um convite público.

## Singles
- "Back in Time" foi lançado como o álbum single em 26 de março de 2012.[10]

## Lista de faixas
| Edição padrão |                                                                           |                                                                                            |                                             |         |  |
| N.º           | Título                                                                    | Letras                                                                                     | Produtor(es)                                | Duração |  |
| 1.            | "Global Warming (Intro)" (com participação de Sensato)                    |                                                                                            |                                             | 1:27    |  |
| 2.            | "Don't Stop the Party" (com participação de TJR)                          | Perez, Bigram Zayas, TJR, Frederick "Toots" Hibbert                                        | DJ Buddha, Marc Kinchen, TJR                | 3:26    |  |
| 3.            | "Feel This Moment" (com participação de Christina Aguilera)               | Nasri, Chantal Kreviazuk, Adam Messinger, Nolan Lambroza, A-ha, Pitbull                    | Adam Messinger, Nasri, Sir Nolan, DJ Buddha | 3:39    |  |
| 4.            | "Back in Time"                                                            | Perez, Kinchen, Adrian Trejo, Urales Vargas, Sylvia Robinson, Ellas McDaniel, Mickey Baker | Kinchen, DJ Big Syphe, DJ Buddha            | 3:25    |  |
| 5.            | "Hope We Meet Again" (com participação de Chris Brown)                    | Nasri, Emile Ghantous, Adam Messinger, Josh Thomas, Nolan Lambroza, Pitbull                | Adam Messinger, Nasri, Sir Nolan            |         |  |
| 6.            | "Party Ain't Over" (com participação de Usher e Afrojack)                 | Perez, Jamal Jones, Nick van de Wall, Usher Raymond, Vargas, Earl Hayes                    | Afrojack, Polow da Don                      |         |  |
| 7.            | "Drinks for You (Ladies Anthem)" (com participação de Jennifer Lopez)     |                                                                                            |                                             |         |  |
| 8.            | "Have Some Fun" (com participação de The Wanted e Afrojack)               | Danny Mercer, Pitbull                                                                      | Afrojack                                    | 4:05    |  |
| 9.            | "Outta Nowhere" (com participação de Danny Mercer)                        | Danny Mercer, Pitbull                                                                      | Danny Mercer                                |         |  |
| 10.           | "Tchu Tchu Tcha" (com participação de Enrique Iglesias)                   | MC Teteu, Pitbull, RedOne, Nius                                                            | SoFLY, Nius, RedOne, Teteu                  | 3:25    |  |
| 11.           | "Last Night (Never Happen)" (com participação de Havana Brown e Afrojack) | Anthony Preston, Pitbull                                                                   | Afrojack                                    | 3:40    |  |
| 12.           | "I'm Off That"                                                            |                                                                                            |                                             | 3:18    |  |

| Edição deluxe (faixa bônus) |                                                             |                                                                                                   |                                            |         |  |
| N.º                         | Título                                                      | Letras                                                                                            | Produtor(es)                               | Duração |  |
| 13.                         | "Echa Pa'lla (Manos Pa'rriba)" (com participação de Papayo) | Gregor Salto, Tzvetin Todorov, Pitbull, Urales Vargas, Manuel Corao                               | Gregor Salto, Tzvetin Todorov, DJ Buddha   | 3:19    |  |
| 14.                         | "Everybody Fucks" (com participação de Akon & David Rush)   | Danny Mercer, Pitbull, Jackson Morgan                                                             |                                            | 4:15    |  |
| 15.                         | "Get It Started" (com participação de Shakira)              | Perez, Kinchen, Bigram Zayas, Durrell Babbs, Kris Stephens, Sidney Samson, Urales Vargas, Shakira | DJ Buddha, Kinchen, Develop, Sidney Samson | 4:05    |  |
| 16.                         | "11:59" (com participação de Vein)                          |                                                                                                   |                                            | 3:37    |  |

## Histórico de lançamento
| País           | Data                   | Gravadora   | Formato                              |
| -------------- | ---------------------- | ----------- | ------------------------------------ |
| Estados Unidos | 19 de novembro de 2012 | RCA Records | Download digital, CD, disco de vinil |
| Reino Unido    | 26 de novembro de 2012 | RCA Records | Download digital, CD, disco de vinil |